# Michael Robotham

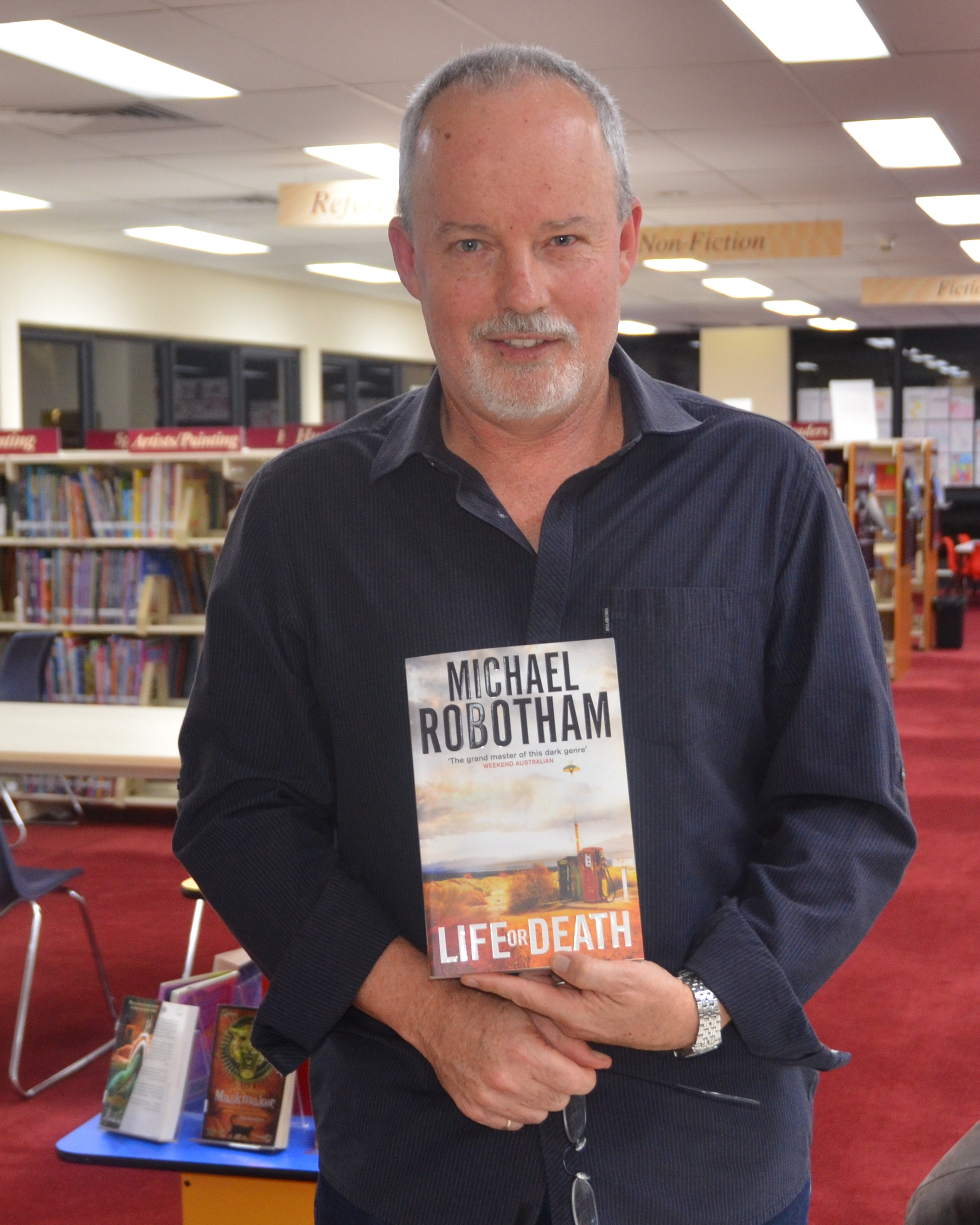
Michael Robotham (2014)

Michael Robotham (november 1960) is een Australisch schrijver van fictieve detectiveverhalen.

## Biografie
Michael Robotham (Casino, New South Wales, 1960) is een Australische thrillerauteur en journalist. In de laatste functie reisde hij veertien jaar lang de wereld rond en zijn artikelen verschenen in diverse Britse, Amerikaanse en Australische kranten en tijdschriften. Als ghostwriter schreef hij vijftien autobiografieën van beroemdheden, waaronder politici, popsterren en sportmensen. Twaalf van deze boeken belandden op de Sunday Times bestsellerlijst.
In 2004 debuteerde Robotham met de door media en lezers veelgeprezen thriller The Suspect (De verdenking), mede door de verbluffende plotwending. Het boek was de start van de succesvolle serie met in de hoofdrol de sympathieke en aan Parkinson lijdende psycholoog Joseph O'Loughlin. De serie werd razend populair en in 2018 schreef Robotham het negende deel: The Other Wife (De andere vrouw).
Hij schreef ook een aantal standalonethrillers, waaronder Life or Death (2014), dat in het Nederlands werd vertaald als Leven of dood. Het boek werd door lezers en vele media vol loftuitingen ontvangen en wederom geprezen vanwege de fraaie plotwendingen. Financial Times noemde het een van de beste thrillers van het jaar en dagblad The Australian noemde Robotham een thrillerauteur op de top van zijn kunnen.
Het werk van Robotham werd vele malen bekroond en genomineerd. Zo won hij tweemaal de Ned Kelly Award, de prestigieuze Australische misdaadboekenprijs, werd hij tweemaal genomineerd voor de CWA Ian Fleming Steel Dagger Award en tweemaal voor de The CWA Ian Fleming Gold Dagger Award, welke prijs hij in september 2015 in ontvangst mocht nemen voor Life or Death. Robothams boeken zijn in meer dan twintig talen vertaald en in meer dan vijftig landen uitgegeven.

## Prijzen
- Ned Kelly Awards, misdaadboekenprijs voor beste roman, 2005: gewonnen met het boek Lost
- Ned Kelly Awards, misdaadboekenprijs voor beste roman, 2007: genomineerd met het boek The Night Ferry
- Crime Writers' Association (UK), de CWA Ian Fleming Steel Dagger, 2007: genomineerd met het boek The Night Ferry
- Ned Kelly Awards, misdaadboekenprijs voor beste roman, 2008: gewonnen met het boek Shatter
- Crime Writers' Association (UK), The CWA Ian Fleming Steel Dagger, Beste Thriller, 2008: genomineerd met het boek Shatter

## Verfilmingen
Verscheidene ( in de vorige alinea met een + gemerkte) thrillers van Robotham zijn in Duitsland bewerkt tot een televisieserie met de titel Neben der Spur ( Naast het spoor). Deze telkens ca. 90 minuten durende films volgen de plots van Robothams boeken vooral op hoofdlijnen vrij nauwkeurig. Ze zijn gesitueerd in de stad Hamburg ; de boeken van Robotham spelen zich af rond de Engelse steden Bristol en Bath. De hoofdpersoon, die in de boeken Joseph O'Loughlin heet, heeft in de films de naam Joe Jessen gekregen.